# Gregg Berger
Gregg Berger est un acteur américain né le 10 décembre 1950 à Saint Louis dans le Missouri.

## Filmographie

### Cinéma
- 1978 : L'Attaque des tomates tueuses (Attack of the Killer Tomatoes!) de John De Bello : Sergeant
- 1980 : Le Diable en boîte (The Stunt Man) de Richard Rush
- 1984 : Love Streams de John Cassavetes : Taxi Driver
- 1985 : Here Come the Littles (en) de Bernard Deyriès : William Little (voix)
- 1986 : La Guerre des robots (The Transformers: The Movie) de Shin Nelson : Grimlock (voix)
- 1986 : Transformers: Five Faces of Darkness (vidéo) : Grimlock / Long Haul (voix)
- 1987 : G.I. Joe: The Movie (vidéo) : Motorviper (voix)
- 1990 : Les Extraterrestres en balade (Spaced Invaders) de Patrick Read Johnson : Klembecker
- 1994 : Police Academy : Mission à Moscou (Police Academy: Mission to Moscow) de Alan Metter : Lt. Talinsky
- 1998 : Les Razmoket, le film (The Rugrats Movie)  de Norton Virgien et Igor Kovaljov : Circus TV Announcer (voix)
- 1999 : Winnie l'ourson : Joyeux Noël (Winnie the Pooh: Seasons of Giving) (vidéo) : Additional Voices (voix)
- 2000 : Men in Black: Alien Attack : 'Doofus and Do-Right' Narrator (voix)
- 2000 : The Brainiacs.com (en) de Blair Treu (en) : M.. Toller
- 2001 : La Cour de récré: Vive les vacances (Recess: School's Out) de Chuck Sheetz : Tech #1 (voix)
- 2004 : Clifford's Really Big Movie (voix)
- 2004 : Al Roach: Private Insectigator : Professor Bugdonovich
- 2004 : Mickey's Twice Upon a Christmas (vidéo) : Additional voices (voix)
- 2005 : Dinotopia - À la recherche de la roche solaire (Dinotopia: Quest for the Ruby Sunstone) : SkyBax Patrolman (voix)

### Télévision
- 1962 : Les Jetson (The Jetsons) (série télévisée) : Additional Voices (voix)
- 1972 : Majingâ Zetto (série télévisée) : Devleen, Tommy David (voices, English version)
- 1981 : Les Schtroumpfs ("The Smurfs") (série télévisée) : Additional Voices (voix)
- 1982 : Here Comes Garfield (en) (TV) : Odie / Salesman (voix)
- 1983 : Les Minipouss ("The Littles") (série télévisée) : William Little (voix)
- 1983 : Garfield on the Town (en) (TV) : Odie / Ali Cat (voix)
- 1984 : The Pink Panther and Sons (série télévisée) : Bowlhead (voix)
- 1984 : G.I. Joe: The Revenge of Cobra (TV) : Cutter, Firefly, Ripcord, Sparks, Spirit (voix)
- 1984 : Transformers (série télévisée) : Grimlock / Long Haul / Torq III / Skyfire / Outback (II) (voix)
- 1984 : Garfield in the Rough (en) (TV) : Odie / Ranger #1 (voix)
- 1985 : G.I. Joe: Héros sans frontières (série télévisée) : Colonel Brekhov, Cutter, Firefly, Ripcord, Sparks, Spirit, Mr. Queeg (voix)
- 1985 : Garfield in Disguise (en) (TV) : Odie, TV Announcer (voix)
- 1986 : Garfield in Paradise (en) (TV) : Pigeon / Odie (voix)
- 1986 : G.I. Joe: Arise, Serpentor, Arise! (TV) : Col. Brekhov (voix)
- 1987 : Garfield Goes Hollywood (en) (TV) : Odie / Announcer / Bob / Grandma Fogerty (voix)
- 1987 : Cathy (TV) : Mr. Pinkley (voix)
- 1987 : A Garfield Christmas Special (en) (TV) : Odie (voix)
- 1988 : Fantastic Max (série télévisée) : A.B. (voix)
- 1988 : Garfield et ses amis (série télévisée) : Odie / Orson Pig / Floyd Mouse / Herman the Mailman / Weasel (voix)
- 1988 : Cathy's Last Resort (TV) : Mr. Pinkley (voix)
- 1988 : Garfield: His 9 Lives (TV) : Odie
- 1989 : Cathy's Valentine (TV) : Mr. Pinley (voix)
- 1989 : Garfield's Babes and Bullets (TV) : Odie / Burt Fleebish (voix)
- 1989 : Garfield's Thanksgiving (TV) : Odie
- 1990 : Garfield's Feline Fantasies (TV) : Odie / Slobber Job (voix)
- 1991 : The Toxic Crusaders (série télévisée) : Additional Voices (voix)
- 1991 : Garfield Gets a Life (TV) : Odie (voix)
- 1991 : Où est Charlie ? ("Where's Waldo?") (série télévisée) : Additional Voices (voix)
- 1992 : Élus pour s'aimer (Running Mates) (TV) : Tabloid Reporter
- 1992 : Majority Rule (TV) : TV Trainer
- 1993 : Bonkers (série télévisée) : Mr. Skunk / Mr. Corkscrew / Pelican (voix)
- 1994 : Drôles de monstres (Aaahh!!! Real Monsters) (série télévisée) : The Gromble / The Viewfinder (voix)
- 1996 : The Story of Santa Claus (TV) : Additional Voices (voix)
- 1998 : La Famille Delajungle ("The Wild Thornberrys") (série télévisée) : Additional Voices (voix)
- 1998 : Les Supers Nanas (The Powerpuff Girls) (série télévisée) : Additional Voices (voix)
- 1997 : Men in Black (série télévisée) : Kay (#2) (1998-)
- 1999 : Batman Beyond: The Movie (TV) : Golem Controller (voix)

## Jeu vidéo
- 2001 : Final Fantasy X : Jecht (Voix)

## Voix
Gregg Berger a doublé The Pain dans la version américaine de Metal Gear Solid 3: Snake Eater ainsi que Turel dans la version originale de Legacy of Kain: Defiance.